# Badžula
Badžula je naselje u sastavu općine Zažablje u Dubrovačko-neretvanskoj županiji.

## Zemljopisni položaj
Naselje se nalazi na krajnjem jugoistoku doline Neretve uz prometnicu Metković - Neum.

## Stanovništvo
Prema popisu stanovništva iz 2001. godine u Badžuli je obitavalo 88 stanovnika, a prema popisu iz 2011. 73 stanovnika.
| broj stanovnika |       |       | 134   | 103   | 121   | 163   |       | 193   | 293   | 280   | 302   | 241   | 117   | 94    | 88    | 73    | 56    |
|                 | 1857. | 1869. | 1880. | 1890. | 1900. | 1910. | 1921. | 1931. | 1948. | 1953. | 1961. | 1971. | 1981. | 1991. | 2001. | 2011. | 2021. |

## Gospodarstvo
Gospodarstvo naselja se zasniva na poljodjelstvu.

## Znamenitosti
- Jezero Kuti, aluvijalno jezero i kriptodepresija, jedno od turističkih odredišta fotosafarija Doline Neretve.

## Sakralni objekti

### Kapela Gospe od Karmela
Građevina u mjestu Kuti od klesanog je kamena i sagrađena je 1888. na mjestu starije i manje kapelice koju je 1853. izgradila obitelj Soče. Vanjske su dimenzije 4×2,60×3 metra. Iznad vrata je plitki reljef s likom Gospe i Djeteta. Kod kapele je 1992. postavljen brončani kip sv. Nikole biskupa, rad akademskog kipara Petra Barišića. U kapelici se sveta misa služi i na blagdan sv. Nikole.